# Speculum Maius

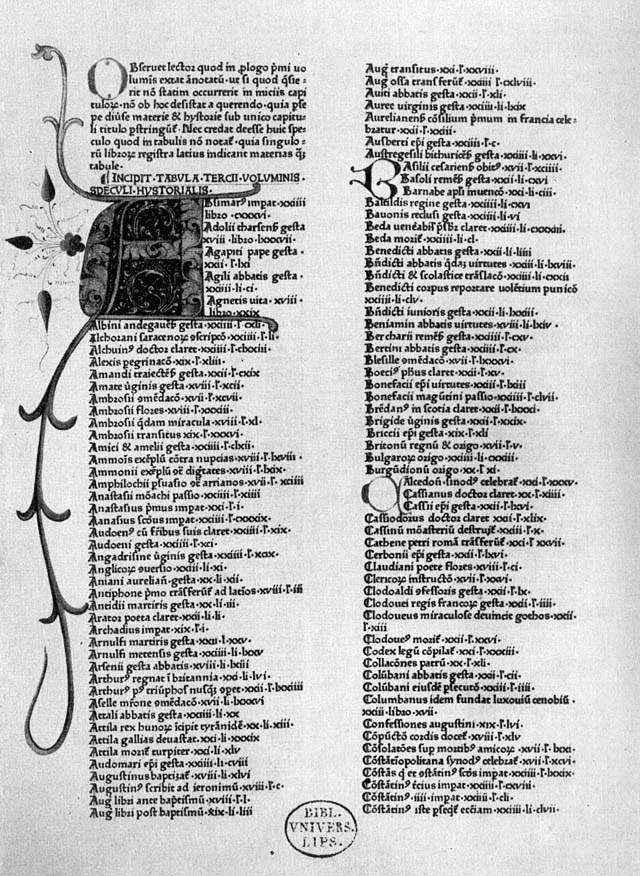
Page du Speculum Maius.(1473)

Speculum maius (Grand Miroir) est une encyclopédie majeure du Moyen Âge, écrite  au XIIIe siècle par Vincent de Beauvais. 

## Présentation
C'est un grand recueil de toutes les connaissances de l'époque. L'ouvrage semble avoir été constitué de trois parties : le Speculum Naturale, le Speculum Doctrinale et le Speculum Historiale.
Toutefois, toutes les éditions imprimées comprennent une quatrième partie, le Speculum Morale, ajouté au XIVe siècle et principalement compilé à partir de Thomas d'Aquin, Étienne de Bourbon et quelques autres écrivains contemporains.  